# Eupelmus longicauda
Eupelmus longicauda är en stekelart som beskrevs av Girault 1915. Eupelmus longicauda ingår i släktet Eupelmus och familjen hoppglanssteklar. Inga underarter finns listade i Catalogue of Life.